# Thomas Wylton
Thomas Wylton ou Thomas Wilton, également connu comme Thomas of Wylton, dont le nom a parfois été francisé en Thomas de Wylton (actif de 1288 à 1322), est un théologien et un philosophe scolastique anglais de la fin du XIIIe et du début du XIVe siècle.

## Biographie
Thomas Wylton est un élève de Jean Duns Scot . Il étudie à l'université d'Oxford, où il obtient, vers 1288, le titre honorifique de fellow qui lui est attribué par le Merton College de l'université d'Oxford.
Il est professeur à l'université d'Oxford avec le titre de Magister artium probablement jusqu'en 1304. Il entreprend à partir de 1310 des études de théologie à l'université de Paris, où il eut vraisemblablement comme professeur Walter Burley et où il enseigne ensuite, pendant de nombreuses années, avec le titre de Magister theologiae. C'est à cette époque qu'il écrit Quaestio de anima intellectiva, dans lequel il examine la question philosophique de la nature de l'âme humaine qu'il confronte à la doctrine d'Averroès.
Il a attaqué certaines des thèses de Walter Burley. Il a écrit sur la théorie du mouvement d'Averroès pour la rejeter provoquant une réponse de Jean de Jandun. En discutant de la question de l'éternité du monde, il relie les vues de Maïmonide et de Thomas d'Aquin.

## Œuvres
- Quaestio de anima intellectiva (L'âme intellective), Trad. fr. Jean-Baptiste Brenet, De Gruyter, 2013 -  (ISBN 978-3-11031-517-2)

## Source de la traduction
- (en) Cet article est partiellement ou en totalité issu de l’article de Wikipédia en anglais intitulé « Thomas Wilton » (voir la liste des auteurs).